# Лодигін Ярослав Олександрович
Ярослав Олександрович Лодигін (нар. 5 лютого 1987, Харків) — український режисер, сценарист, радіоведучий та засновник радіо «Аристократи». З серпня 2019 року член правління «НСТУ», відповідальний за телеканали «Перший» та «Культура». З 2019 року академік Європейської кіноакадемії, а також член журі Євробачення 2022 на національному відборі в Україні.

## Біографія
Народився 5 лютого 1987 року в Харкові.
Закінчив історичний факультет Харківського національного університету імені В. Н. Каразіна.
Один із засновників інтернет-радіо «Аристократи».
Режисер екранізації роману Сергія Жадана «Ворошиловград». Прем'єра фільму «Дике поле» відбулася у 2018 році. У рецензії Vogue Ukraine  фільм названий одним з п'ятьох найкращих кінофільмів часів незалежності.
У 2012 - 2013 роках ведучий шоу "На валізах" на Україна (телеканал).
У червні 2019 року став 41-им українським кінематографістом членом Європейської кіноакадемії.
29 серпня 2019 року Лодигін був затверджений на посаду члена правління Національної суспільної телерадіокомпанії України, як відповідальний за телеканали «Перший» та «Культура». 
У серпні 2021 вийшов резонансний телефільм у 7 серіях «Колапс: як українці зруйнували імперію зла», де Лодигін був зазначений продюсером і автором ідеї у складі більшої команди «Суспільного» та НСТУ.
Через критику, пов'язану з його позицією на Нацвідборі на Євробачення-2022, Лодигін звільнився з правління «Суспільного» 18 лютого 2022 року.
Одружений. З дружиною виховує сина. 

## Скандали
Будучи членом комісії з відбору кандидатур до участі у Євробаченні у 2022 році, підтримав кандидатуру Аліну Паш, незважаючи на її меншу глядацьку підтримку. Він також висловився про її конкурентів, гурт «Kalush», як нібито про «людей з гір», що не матимуть відгуку у європейського глядача. Це його рішення викликало критику і стало причиною відходу з правління Суспільного.

## Фільмографія
- 2010 — «Дрифтер» (короткометражний, актор, сценарист)
- 2010 — «Золотой парашют» (короткометражний, актор, режисер сценарист)
- 2018 — «Дике поле» (режисер, сценарист)
- 2020 — «Колапс» (продюсер та автор ідеї)